# Одержимість (фільм, 2004)
«Одержимість» (англ. Wicker Park) — американський романтичний фільм 2004 року режисера Пола Макгігана, ремейк фільму 1996 року «Квартира» французького режисера Жиля Мімуні.

## Сюжет
Метт Саймон, менеджер з реклами, готуючись до відрядження до Китаю, повертається з Нью-Йорку, у якому він пробув два роки, до Чикаго зі своєю нареченою Ребеккою. В ресторані йому здається, що він чує голос своєї колишньої дівчини Лізи, в яку він був закоханий два роки тому і яка раптово зникла. Він не встигає її наздогнати і відмовляється від поїздки, натомість приступаючи до одержимих пошуків Лізи. Пошуки приводять Метта в готель, де він знаходить срібну пудреницю Лізи та статтю з позначкою в газеті. Він переслідує людину з газетної статті до квартири, у якій виявляє під дверима записку для Лізи з вкладеним ключем. Квартира порожня, але він сам залишає Лізі записку, щоб вона зустрілася з ним на їхньому місці у парку.
Наступного дня, після марного очікування у парку, Метт повертається до квартири, і він випадково, так йому здається, знайомиться з іншою дівчиною - її теж звуть Ліза…

## В ролях
| Актор            | Роль                |
| ---------------- | ------------------- |
| Джош Гартнетт    | Метью «Метт» Саймон |
| Роуз Бірн        | Алекс Денвер        |
| Меттью Ліллард   | Люк Стенфорд        |
| Діана Крюгер     | Ліза Паріш          |
| Джессіка Паре    | Ребекка Мартін      |
| Крістофер Казінс | Деніел Рістеллі     |